# (1437) Diomedes
(1437) Diomedes és un gran troià de 164 km que orbita en el punt de Lagrange L₄ del sistema Sol-Júpiter, en el "camp grec" dels asteroides troians. Basant-se en dades del IRAS, Diomedes té un diàmetre de 164 km i és el 3r troià de Júpiter més gran. Rep el nom de l'heroi grec Diomedes. Va ser descobert per Karl Wilhelm Reinmuth el 3 d'agost de 1937, a Heidelberg, Alemanya.
| Troià           | Diàmetre (km) |
| --------------- | ------------- |
| (624) Hèctor    | 225           |
| (911) Agamèmnon | 167           |
| (1437) Diomedes | 164           |
| (1172) Äneas    | 143           |
| (617) Pàtrocle  | 141           |
| (588) Aquil·les | 135           |
| (1173) Anchises | 126           |
| (1143) Odysseus | 126           |